# Európai ombudsman
A strasbourgi székhelyű európai ombudsman az Európai Unió állampolgárainak és jogi személyeinek nyújt segítséget azáltal, hogy az uniós intézményeknél, szerveknél, hivataloknál és ügynökségeknél előforduló hivatali visszásságokról szóló panaszokat vizsgálja ki, és békés megoldások keresésével segít a probléma megoldásában. Megegyezés hiányában ajánlást tehet a panaszolt intézmény számára. Amennyiben ez nem vezet eredményre, külön jelentést nyújthat be az Európai Parlamenthez.
Az európai ombudsman hivatalához annak felállítása óta nagy mennyiségű panasz érkezett be (kb. évi 3000 panasz)[forrás?] – ezen panaszok vizsgálatán keresztül lényeges eredményeket sikerült elérnie. Az ombudsman működése jelentős mértékben hozzájárult az Európai Unió demokratikusabbá tételéhez, az átláthatóság és a „polgárközeli Európa” elvének megvalósulásához.

## Az európai ombudsman intézményének létrejötte
Bár a komoly eredményeket felmutató nemzeti ombudsmanok mintájára az Európai Parlament már 1979-ben javasolta a közösségi ombudsman intézményének felállítását, ezt csak 1992-ben rögzítette a maastrichti szerződés. Az európai ombudsman hivatali megbizatása az Európai Parlamentéhez igazodik, mivel az újonnan megválasztott EP választ új ombudsmant saját hivatali ciklusa idejére. Az első európai ombudsmannak a finn Jacob Södermant választotta a tisztségre az EP 1995-ben, majd 1999-ben ismét megválasztották. Második mandátumát azonban nem töltötte ki, és 2003-as nyugdíjbavonulását követően a görög Nikoforos Diamandouros lett az európai ombudsman. Ő 2013 októberéig töltötte be tisztségét, posztját nyugdíjbavonulását követően az ír Emily O'Reilly vette át.
Az európai ombudsman szerepét jelenleg a Lisszaboni Szerződés 228. cikke határozza meg.

## Az európai ombudsman jogköre
Az európai ombudsman saját hatáskörében vizsgálhatja az egyes uniós intézményeket, szerveket és hivatalokat, és jelentést készíthet működésükről. Vizsgálati joga kiterjed például a Tanácsra, a Bizottságra, és az Európai Parlamentre is. Az uniós intézmények eljárási szabálytalanságait egyéni panaszok alapján vizsgálja ki, tényfeltáró tevékenységével. Vizsgálati joga nem terjed ki az igazságszolgáltatási szervekre, így természetesen nem avatkozhat be a bírósági eljárásokba. Azonban ha eljárása során arra a következtetésre jut, hogy bűncselekmény gyanúja merül fel, jelezheti a nemzeti hatóságoknak. Ilyen esetekben a tagállam EU képviseletén keresztül veszi fel a kapcsolatot a nemzeti hatóságokkal.

## Az európai ombudsman eljárása
Az európai ombudsmanhoz az EU bármely polgára, és a tagállamok valamelyikében lakóhellyel vagy székhellyel rendelkező természetes és jogi személy is fordulhat panasszal. A panaszokat postán, faxon és e-mailben is fogadja a hivatal. Panasz benyújtását megkönnyítő formanyomtatvány az ombudsman honlapján elérhető. Az egyéni panaszok alapján az ombudsman vizsgálatot indít a sérelmezett eljárás esetleges hivatali visszásságainak feltárására. A gyakorlat szerint a hivatali visszásságnak minősül:
- igazgatási szabálytalanságok,
- tisztességtelen magatartás,
- hatalommal való visszaélés,
- hátrányos megkülönböztetés,
- információ hiánya, megtagadása,
- szükségtelen késlekedés.

Az eljárás során az ombudsman a felek közti megegyezésre törekszik békés megoldások formájában. Amennyiben ez nem lehetséges, ajánlást tehet a helytelenül eljáró intézmény számára a változtatásra. Ha az intézmény nem fogadja el az ajánlatot, az ombudsman élhet egyetlen erős fegyverével, a nyilvánosság erejével, és külön jelentést terjeszthet az Európai Parlament elé.
Tényfeltáró tevékenysége során az ombudsman igen széles jogkörökkel bír: az uniós intézmények kötelesek számára minden információt kiadni, az iratokba való betekintést lehetővé tenni. A tagállamok is kötelesek rendelkezésére bocsátani minden olyan információt, melyek az uniós intézmény eljárásával kapcsolatban lehetnek.

## Az eddigi európai ombudsmanok
| Ombudsman neve         | Hivatali idő    | Ország      |
| ---------------------- | --------------- | ----------- |
| Jacob Söderman         | 1995–2003       | Finnország  |
| Nikiforos Diamandouros | 2003–2013       | Görögország |
| Emily O'Reilly         | 2013–hivatalban | Írország    |

## Külső hivatkozások
- Az európai ombudsman honlapja
- Az Európai Unió működéséről szóló szerződés egységes szerkezetbe foglalt változata (az ombudsmanról a 228. cikk rendelkezik)